# Ładunek glikemiczny
Ładunek glikemiczny, ŁG (ang. glycemic load, GL), obciążenie glikemiczne, gęstość glikemiczna – sposób oceny zawartości węglowodanów w pożywieniu. Opiera się na dwóch zmiennych: wartości indeksu glikemicznego (IG) oraz ilości węglowodanów w standardowej porcji.
Przydatność ładunku glikemicznego w planowaniu diety opiera się na założeniu, że produkty o wysokim IG spożywane w małych ilościach dają taki same efekt w wyrzucie insuliny do krwi, jak produkty o niskim IG, za to spożywane w dużych ilościach. Różne produkty mają różną zawartość węglowodanów, np. stanowią one 50% bułki, ale tylko 25% ugotowanego ryżu. Również gotowana marchewka, którą początkowo odrzucał np. twórca metody Montignaca mimo dosyć wysokiego IG nie powoduje dużego wyrzutu insuliny do krwi, bowiem zawiera tylko 7% węglowodanów. Wobec tego wartości ładunku glikemicznego są bardziej przydatne diabetykom w układaniu odpowiedniej diety i ocenie produktów.
Ładunek glikemiczny dla pojedynczej porcji pożywienia można obliczyć według wzoru:
{\displaystyle LG={\frac {W\cdot IG}{100}},}
gdzie:
{\displaystyle W} – ilość węglowodanów w danej porcji (w gramach),
{\displaystyle IG} – indeks glikemiczny,
{\displaystyle LG} – ładunek glikemiczny.
Przykłady:
- 100-gramowy plasterek arbuza z wysokim IG = 75 zawiera tylko 8,4 gramów węglowodanów[2]. Stąd rachunek 8,4 · (75/100) = 6,3. Ładunek glikemiczny jest więc niewielki.
- 100-gramowa porcja ugotowanego makaronu ryżowego (IG = 40) zawiera 22 gramy węglowodanów[3], a więc ŁG wynosi 22 · (40/100) = 8,8. Ugotowany makaron ryżowy ma więc 1,4 razy większy ŁG niż w przypadku (surowego) arbuza, mimo znacznie niższego IG.